# CX 40 Radio Fénix
CX 40 Radio Fénix urugvajska je radijska postaja na španjolskom jeziku. Osnovana je 1939. sa sjedištem u Montevideu.
Emitira se na frekvenciji od 1330 AM-a.
Zelena stranka "Partido Ecologista Radical Intransigente" (PERI) na radiju vodi svoju emisiju "La voz del agro" (Glas poljoprivrednika).
Radio ima dnevni (5 kW) i noćni program (2,5 kW).